# Carmo da Mata
Carmo da Mata is een gemeente in de Braziliaanse deelstaat Minas Gerais. De gemeente telt 11.446 inwoners (schatting 2009).

## Aangrenzende gemeenten
De gemeente grenst aan Carmópolis de Minas, Cláudio, Itapecerica, Oliveira en São Francisco de Paula.

## Verkeer en vervoer
De plaats ligt aan de weg BR-494.